# Confederação Argentina de Atletismo
A Confederação Argentina de Atletismo (em espanhol, Confederación Argentina de Atletismo)(CADA) é o órgão responsável pela organização dos eventos, pelo planejamento do esporte na Argentina, pela criação de normas que regem tal esporte dentro país e pela representação dos atletas do atletismo em território nacional.
Atualmente é presidida por Daniel Marcelino Sotto, e com sede em Córdoba, a CADA representa na Argentina as 24 federações estaduais, além dos clubes, atletas, árbitros e técnicos federados. Entrou em funcionamento efetivamente em 19 de setembro de 1954.
É subordinada ao Comitê Olímpico Argentino, à Confederação Sul-Americana de Atletismo, à Associação Ibero-americana de Atletismo, à Associação Pan-Americana de Atletismo, ao Comité Olímpico Internacional e ao World Athletics.

## História do atletismo
O atletismo caminha com a história esportiva do homem no planeta. Também chamado de esporte-base, porque sua prática corresponde a movimentos naturais do ser humano: correr, saltar, lançar. Não havendo coincidência, portanto, que a primeira competição esportiva de que se tem notícia foi uma corrida, datada no ano de 776 a.C., nos Jogos da cidade de Olímpia, na Grécia, que deram origem às Olimpíadas. A prova, chamada pelos gregos de "stadium", tinha cerca de 200 metros e o vencedor, Coroebus, é considerado o primeiro campeão olímpico da história. (Veja mais em Atletismo).
Na moderna definição, o atletismo é um esporte com provas de pista (corridas), de campo (saltos e lançamentos), provas combinadas, como decatlo e heptatlo (que reúnem provas de pista e de campo), o pedestrianismo (corridas de rua, como a maratona), corridas em campo (cross country), corridas em montanha, e marcha atlética.

## Federações filiadas
| Província           | Organização                                         | Site                      |
| ------------------- | --------------------------------------------------- | ------------------------- |
| Buenos Aires        | Federación Atlética de la Provincia de Buenos Aires |                           |
| Catamarca           | Federación Catamarqueña de Atletismo                |                           |
| Chaco               | Federación Chaqueña de Atletismo                    |                           |
| Chubut              | Federación de Atletismo del Chubut                  |                           |
| Córdova             | Federación Atlética Cordobesa                       | www.facordobesa.org.ar    |
| Corrientes          | Federación Correntina de Atletismo                  |                           |
| Entre Ríos          | Federación Atlética de Entre Ríos                   |                           |
| Formosa             | Federación Formoseña de Atletismo                   |                           |
| Grande Buenos Aires | Federación Atlética Metropolitana                   | www.webfam.com.ar         |
| Jujuy               | Federación Jujeña de Atletismo                      |                           |
| La Pampa            | Federación Atlética Pampeana                        |                           |
| La Rioja            | Federación Riojana de Atletismo                     |                           |
| Mendoza             | Asociación Mendocina de Atletismo                   | www.ama-mza.com.ar        |
| Misiones            | Federación Misionera de Atletismo                   |                           |
| Neuquén             | Federación Atlética Neuquina                        |                           |
| Río Negro           | Federación Atlética de Río Negro                    |                           |
| Salta               | Federación Atlética Salteña                         | www.atletismosalta.com.ar |
| San Juan            | Federación Atlética Sanjuanina                      |                           |
| San Luis            | Federación Atlética Sanluiseña                      |                           |
| Santa Cruz          | Federación Atlética de Santa Cruz                   |                           |
| Santa Fe            | Federación Santafesina de Atletismo                 |                           |
| Santiago del Estero | Federación Santiagueña De Atletismo                 |                           |
| Tierra del Fuego    | Asociación Atlética de Tierra Del Fuego             |                           |
| Tucumán             | Federación Tucumana de Atletismo                    | www.ftatucuman.com.ar     |